# 嫁到宫裡的男人
《嫁到宮裡的男人》（英語：Forbidden Imperial Tales），是一部1990年上映的宮廷電影，中影發行，由白景瑞導演，王樹元編劇，並由張立基、王玉玲、張振華、斯琴高娃、谷峰等主演。《嫁到宮裡的男人》是白景瑞最後一部導演的作品，也是張立基唯一一部擔任男主角的電影，亦是王玉玲唯一一部擔任女主角的電影。主題曲〈嫁到宮裡的男人〉由劉德華主唱。

## 故事大綱
故事發生在清同治年間，孫永福（張立基 飾）被雜耍團的孫老爺（谷峰 飾）收養，和鄰居滿氏獨女滿珠（王玉玲 飾）自小青梅竹馬、早有情愫，但孫老爺兒子永壽（黃衍蒙 飾）亦愛上滿珠，正當永福考慮讓愛給弟弟時，滿珠被召入宮當秀女。
永福趕至京城打探消息，為了再見滿珠，永福四處打探入宮的辦法，偶然機會在客棧遇到送人進宮的小刀劉爺（薛世賢 飾），劉爺稱可送他入宮，但要永福簽下「婚書」、淨身嫁到宮裡，目不識丁的永福還未明白「淨身」的意思便答應了，被閹割後入宮當了太監。
年輕的同治皇帝（張振華 飾）好摔交，身手矯健的永福因將同治摔倒而得到稱讚，之後更被徵為貼身太監。永福在一個偶然機會下救了李蓮英（ 陳鴻烈 飾）。王爺帶同治到妓院行樂，永福護駕有功，被提拔擢為內務府副總管，和李蓮英平起平坐。
同治在妓院染上梅毒，因而駕崩，慈禧（斯琴高娃 飾）要處死所有知道同治死因的人，永福趁亂帶和滿珠逃出宮，回鄉後發現所有家人已被殺死，但是李蓮英放過了他倆，因為「只有太監才知道太監的苦」，並警告他們要永遠躲起來逃避朝廷的追殺。永福和滿珠不離不棄地過了數十年匿藏的苦日子，直至滿清滅亡，兩人才能重見天日。

## 演員表
| 演員     | 角色   | 備註                         |
| 張立基   | 孫永福 | 和滿珠青梅竹馬               |
| 王玉玲   | 滿珠   | 滿氏獨女                     |
| 張振華   | 同治   |                              |
| 斯琴高娃 | 慈禧   |                              |
| 陳鴻烈   | 李蓮英 |                              |
| 蕭雄     | 皇后   |                              |
| 鄭婉雯   | 慧妃   |                              |
| 薛世賢   | 劉爺   | 小刀劉，幫人淨身送進宮當太監 |
| 谷峰     | 孫爺   | 永福之養父                   |
| 黃衍蒙   | 孫永壽 | 孫爺之子，同樣鍾情滿珠       |
| 魏甦     | 滿壽祥 | 孫老爺的鄰居，滿珠之父       |
| 歸亞蕾   | 滿母   | 滿珠之母                     |